# San Isidro de Iruya

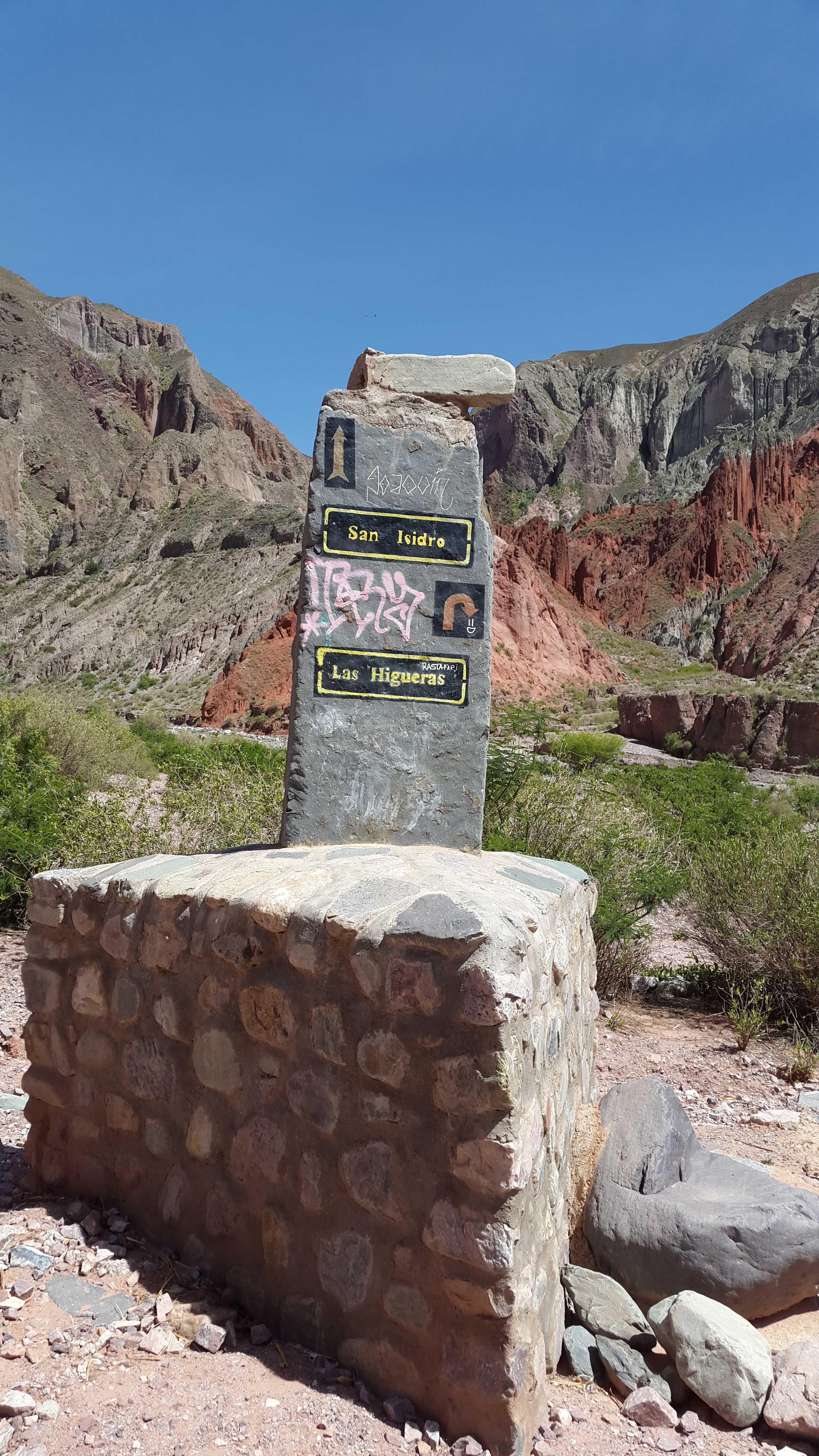
Entrada a San Isidro de Iruya

San Isidro de Iruya es una pequeña localidad del NOA, Argentina, en el Departamento Iruya,  provincia de Salta; se encuentra a unos 8 km de la ciudad de Iruya y sus 350 habitantes se distribuyen en 6 barrios: Pueblo Viejo (el más importante), Pumayoc, La Laguna, Trihuasi, La Palmera y La Cueva.
Para poder llegar es necesario recorrer el camino del río desde Iruya hacia el norte. En dicho recorrido se pueden observar distintos paisajes de una gran belleza natural incluyendo el tradicional mirador del Molino de los Yambis.

## Defensa Civil

### Sismicidad
La sismicidad del área de Salta es frecuente y de intensidad baja, y un silencio sísmico de terremotos medios a graves cada 40 años.
- Sismo de 1930: aunque dicha actividad geológica catastrófica, ocurre desde épocas prehistóricas, el terremoto del 24 de diciembre de 1930 (94 años),[2] señaló un hito importante dentro de la historia de eventos sísmicos salteños, con 6,4 Richter. Pero nada cambió extremando cuidados y/o restringiendo códigos de construcción.[1]
- Sismo de 1948: el 25 de agosto de 1948 (76 años) con 7,0 Richter, el cual destruyó edificaciones y abrió numerosas grietas en inmensas zonas[2][1]
- Sismo de 2010: el 27 de febrero de 2010 (15 años) con 6,1 Richter